# 船津站 (南韓)
船津站（：／ Seonjin yeok */?）曾經为韩国铁路晋三线上的一座鐵路站，位于庆尚南道泗川市龍見面船津里，已于1990年废止。

## 历史
- 1965年12月7日，落成使用[1]。
- 1990年1月20日，停止使用[2]。